# Хлоп'яницька сільська рада
Хлоп'я́ницька сільська́ ра́да — адміністративно-територіальна одиниця та орган місцевого самоврядування в Сосницькому районі Чернігівської області. Адміністративний центр — село Хлоп'яники.

## Загальні відомості
- Територія ради: 59,6 км²
- Населення ради: 886 осіб (станом на 2001 рік)

## Населені пункти
Сільській раді підпорядковані населені пункти:
- с. Хлоп'яники
- с. Свірок
- с. Соснівка

## Склад ради
Рада складається з 14 депутатів та голови.
- Голова ради: Киба Віра Миколаївна
- Секретар ради: Кириленко Раїса Іванівна

### Керівний склад попередніх скликань
| Прізвище, ім'я, по батькові | Основні відомості                                                                       | Дата обрання | Дата звільнення |
| --------------------------- | --------------------------------------------------------------------------------------- | ------------ | --------------- |
| Киба Віра Миколаївна        | Сільський голова, 1956 року народження, освіта вища, член Соціалістичної партії України | 26.03.2006   | 31.10.2010      |
| Киба Віра Миколаївна        | Сільський голова, 1956 року народження, освіта вища, член Партії регіонів               | 31.10.2010   |                 |

Примітка: таблиця складена за даними сайту Верховної Ради України

### Депутати
За результатами місцевих виборів 2010 року депутатами ради стали:

#### За суб'єктами висування
| Суб'єкт висування                 | Кількість обраних депутатів | %    |
| --------------------------------- | --------------------------- | ---- |
| Партія регіонів                   | 8                           | 57,1 |
| Політична партія «Сильна Україна» | 5                           | 35,7 |
| Самовисування                     | 1                           | 7,1  |

#### За округами
| № округу                          | Прізвище, ім'я, по батькові       | Дата визнання обраним | Освіта             | Партійна приналежність                  | Відомості про обраного депутата                 |
| --------------------------------- | --------------------------------- | --------------------- | ------------------ | --------------------------------------- | ----------------------------------------------- |
| Партія регіонів                   |                                   |                       |                    |                                         |                                                 |
| 3                                 | Лісова Тетяна Василівна           | 04.11.2010            | середня спеціальна | член Партії регіонів                    | Хлоп'яницька загальноосвітня школа, бібліотекар |
| 4                                 | Кириленко Раїса Іванівна          | 04.11.2010            | середня спеціальна | позапартійна                            | Хлоп'яниць сільська рада, секретар              |
| 5                                 | Ященко Віктор Михайлович          | 04.11.2010            | середня            | позапартійний                           | тимчасово не працює                             |
| 6                                 | Подя Наталія Миколаївна           | 04.11.2010            | вища               | член Партії регіонів                    | тимчасово не працює                             |
| 10                                | Артеменко Тетяна Вікторівна       | 04.11.2010            | середня спеціальна | позапартійна                            | тимчасово не працює                             |
| 11                                | Шарий Віктор Петрович             | 04.11.2010            | середня спеціальна | позапартійний                           | Територіальний центр, соціальний працівник      |
| 12                                | Ментій Сергій Іванович            | 04.11.2010            | середня            | позапартійний                           | тимчасово не працює                             |
| 13                                | Кадала Володимир Петрович         | 04.11.2010            | середня спеціальна | позапартійний                           | ДП Сосниця Райагролісгосп, лісник               |
| Політична партія «Сильна Україна» |                                   |                       |                    |                                         |                                                 |
| 1                                 | Пилипенко Наталія Яківна          | 04.11.2010            | середня спеціальна | позапартійна                            | пенсіонер                                       |
| 2                                 | Осадча Євдокія Миколаївна         | 04.11.2010            | середня спеціальна | позапартійна                            | тимчасово не працює                             |
| 7                                 | Кириленко Лариса Іванівна         | 04.11.2010            | середня спеціальна | член Політичної партії «Сильна Україна» | Хлоп'яниць сільська рада, техпрацівник          |
| 8                                 | Кадала Любов Андріївна            | 04.11.2010            | вища               | член Політичної партії «Сильна Україна» | Хлоп'яницька загальноосвітня школа, вчитель     |
| 9                                 | Романович Валентина Олександрівна | 04.11.2010            | середня            | позапартійна                            | тимчасово не працює                             |
| Самовисування                     |                                   |                       |                    |                                         |                                                 |
| 14                                | Сидоренко Юрій Іванович           | 04.11.2010            | вища               | позапартійний                           | тимчасово не працює                             |